# Сальспис
Сальспи́с (фр. Sallespisse) — коммуна во Франции, находится в регионе Аквитания. Департамент — Атлантические Пиренеи. Входит в состав кантона Арти-э-Пеи-де-Субестр. Округ коммуны — По.
Код INSEE коммуны — 64501.

## География

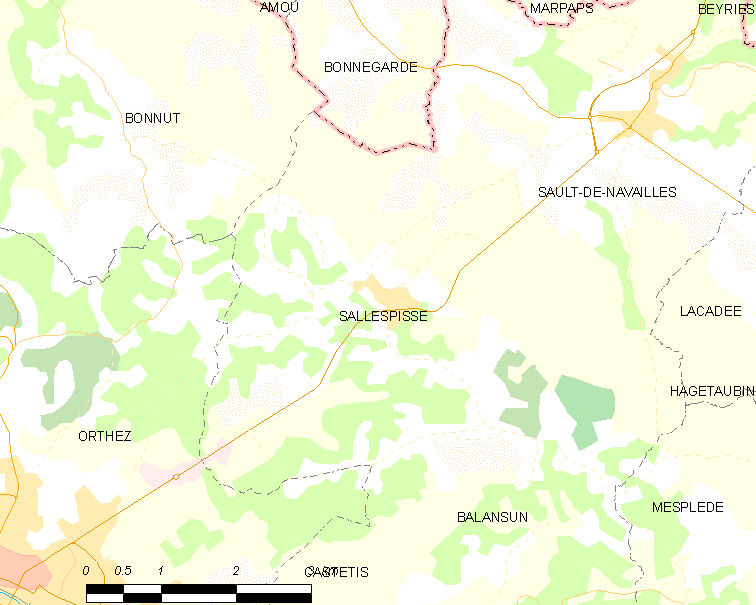
Карта коммуны

Коммуна расположена приблизительно в 640 км к югу от Парижа, в 150 км южнее Бордо, в 38 км к северо-западу от По.

### Климат
Климат тёплый океанический. Зима мягкая, средняя температура января — от +5°С до +13°С, температуры ниже −10 °C бывают редко. Снег выпадает около 15 дней в году с ноября по апрель. Максимальная температура летом порядка 20-30 °C, выше 35 °C бывает очень редко. Количество осадков высокое, порядка 1100 мм в год. Характерна безветренная погода, сильные ветры очень редки.

## Население
Население коммуны на 2012 год составляло 598 человек.
| 1962 | 1968 | 1975 | 1982 | 1990 | 1999 | 2010 |
| ---- | ---- | ---- | ---- | ---- | ---- | ---- |
| 454  | 482  | 496  | 533  | 573  | 562  | 592  |

## Администрация
| Период | Период | Фамилия          | Партия | Примечания |
| ------ | ------ | ---------------- | ------ | ---------- |
| 1977   | 1983   | Луи Петрья       |        |            |
| 1983   | 1995   | Фернан Ийулен    |        |            |
| 1995   | 2008   | Жан-Пьер Лапубль |        |            |
| 2008   | 2014   | Ив Фуркад        |        |            |
| 2014   | 2020   | Франсис Грине    |        |            |

## Экономика
В 2010 году среди 366 человек трудоспособного возраста (15-64 лет) 258 были экономически активными, 108 — неактивными (показатель активности — 70,5 %, в 1999 году было 70,8 %). Из 258 активных жителей работали 230 человек (122 мужчины и 108 женщин), безработных было 28 (15 мужчин и 13 женщин). Среди 108 неактивных 24 человека были учениками или студентами, 49 — пенсионерами, 35 были неактивными по другим причинам.

## Достопримечательности
- Церковь Св. Иоанна Крестителя (1876 год)[4]